# 1818
1818 (số La Mã: MDCCCXVIII) là một năm thường bắt đầu vào thứ Năm trong lịch Gregory.
Bản mẫu:Tháng trong năm 1818

## Sinh
- 5 tháng 7 – Nguyễn Phúc Hòa Thục, phong hiệu Vĩnh An Công chúa, công chúa con vua Minh Mạng (m. 1893)
- 21 tháng 11 – Lewis Henry Morgan, nhà lý luận xã hội học người Mỹ (m. 1881)
- Không rõ: Nguyễn Phúc Trinh Đức, phong hiệu An Trang Công chúa, công chúa con vua Minh Mạng (m. 1863)
- Không rõ: Phùng Tử Tài, tướng nhà Thanh